# Макколи-Хот-Спрингс
Макколи-Хот-Спрингс (англ. McCauley Hot Springs) — термальный источник в районе Джемес-Спрингс на севере штата Нью-Мексико, США. Представляет собой большой неглубокий теплый источник с примитивным бассейном с гравийным дном, выложенным камнями, в Национальном лесу Санта-Фе.
Родниковая вода стекает каскадом в несколько более мелких и глубоких бассейнов для купания на поляне в лесу. Оттуда вода продолжает стекать в другой бассейн глубиной от четырёх до пяти футов. По мере того, как вода спускается вниз, температура родниковой воды понижается. Тёплая минеральная вода выходит из-под земли при температуре 37 °C, и охлаждается до температуры от 29 °C до 32 °C по мере поступления в меньшие бассейны.

## Расположение
Горячий источник расположен в районе Джемез-Спрингс, к северу от Содовой плотины и к югу от Спенс-Хот-Спрингс. Он является частью системы горячих источников на краю кальдеры Валлес, спящего вулканического кратера. Поход к источникам составляет 6,4 км по умеренно сложной, но ухоженной тропе; тропа расположена в кемпинге «Battleship Rock».